# Liten vaxlav
Liten vaxlav (Dimerella pineti) är en lavart som först beskrevs av Erik Acharius, och fick sitt nu gällande namn av Vezda. Dimerella pineti ingår i släktet Dimerella och familjen Coenogoniaceae.   Inga underarter finns listade i Catalogue of Life.
I den svenska databasen Dyntaxa används istället namnet Coenogonium pineti för samma taxon.  Arten är reproducerande i Sverige.